# 오케치에 공항 사건
오케치에 공항 사건(폴란드어: Afera na Okęciu)은 1980년 11월 29일 폴란드 축구 국가대표팀의 선수들과 기술 직원 사이에서 발생한 분쟁으로, 바르샤바에 위치한 대표팀의 호텔에서 시작되어 오케치에 공항에서 절정을 이루었다. 파업과 다른 형태의 민간 항쟁이 폴란드 인민공화국에서 이어지고 있던 때에 폴란드 국내에서 축구에 대한 항의가 발생했고, 이것은 국내 언론에 후폭풍을 몰고 왔으며, 이로 인해 몇몇 중요한 선수들의 첫 정지 처분이 내려졌다. 결국 이는 팀 매니저인 리샤르트 쿨레샤의 사임을 불러일으켰다.
국가대표팀의 골키퍼였던 유제프 므위나르치크는 공항으로 가기 위해 호텔을 떠나야할 때 만취한 상황이었고, 친구와 함께 다음 날 밤까지 자지 않고 있었다. 쿨레샤와 그의 자문관 베르나르트 블라우트는 므위나르치크를 두고 가기로 했고, 스타니스와프 테를레츠키, 즈비그니에프 보니에크, 브워지미에시 스몰라레크, 브와디스와프 주무다를 포함한 몇몇 선수들은 이에 대해 분노했다. 친서구적인 성향을 가지고 있고, 공산주의 정권의 설립을 비웃은 것으로 명성을 얻은 테를레츠키는 이 조치에 대해 특히 분노했으며, 테를레츠키는 므위나르치크를 공항으로 데려갔다. 이미 공항에서는 선수들이 시위를 이어가고 있었다. 쿨레샤는 결국 선수들의 의견에 동의해 므위나르치크를 데려가기로 했다.
폴란드 언론은 다음 날 이 사건 전체를 다루면서 떠들썩하게 반체제적인 선수들을 공격했다. 한편, 테를레츠키는 교황 요한 바오로 2세와 선수들의 만남을 준비하며 폴란드 당국에 반항했다. 폴란드 축구 협회는 테를레츠키, 므위나르치크, 보니에크, 주무다를 집으로 돌려보냈고, 국제 경기와 클럽 경기의 활동을 1년 동안 금지시켰다. 협회는 테를레츠키와 보니에크를 반항적인 선동 정치가로 비난했다. 스몰라레크는 훨씬 더 평범한 정지 처분을 받았다. 쿨레샤는 선수들에게 내려진 제재가 가혹하다며 항의의 의미로 사임했다. 1981년에 대부분의 정지처분된 선수들은 사면되었지만, 테를레츠키는 그렇지 않았다. 테를레츠키는 결국 1981년 6월 미국으로 이주했고 5년 후 폴란드로 돌아왔지만, 이후 폴란드를 위해 선수 활동을 하지 않았다.